# چوسویل (مریلند)
چوسویل (به انگلیسی: Chewsville) شهری در ایالت مریلند کشور ایالات متحده آمریکا است که جمعیت آن در سرشماری سال ۲۰۱۰ میلادی، ۲۳۸ نفر بوده‌است.